# Тутанхамон
Тутанхамон, єгипетською twt-ˁnḫ-ı͗mn; tVwa:t-ʕa:nəx-ʔaˡma:n (1341 — 1324  до н. е.) — давньоєгипетський фараон XVIII династії (правив у 1333 — 1324  до н. е.). Його перше ім'я — Тутанхатон, що означає «Живий образ Атона», тоді як Тутанхамон має значення «Живий образ Амона». Часто ім'я Тутанхамона писалося як Амон-тут-анх, відповідно до звичаю розміщувати ім'я божества на першому місці, аби вшанувати його. Відповідно до амарнських листів, він також носив ім'я «Небхепераре». Імовірно, він же і фараон XVIII династії Ратотіс, який, за античним істориком Манефоном, правив протягом дев'яти років. Тутанхамон був одружений з Анхесенамон, третьою дочкою Ехнатона. Від неї мав двох мертвонароджених немовлят, знайдених у його гробниці. 
При ньому були скасовані реформи Ехнатона, що внесло фараона, правління якого довгий час вважали малозначущим, у число найважливіших діячів давньоєгипетської історії. Він став одним з найвідоміших фараонів і справжнім символом давньоєгипетської цивілізації завдяки відкриттю його гробниці, єдиної майже не розграбованої єгипетської царської усипальниці.
Відкриття 1922 року Говардом Картером майже непошкодженої гробниці Тутанхамона мало величезний розголос у тогочасній пресі і поновило публічний інтерес до історії Стародавнього Єгипту.

## Правління

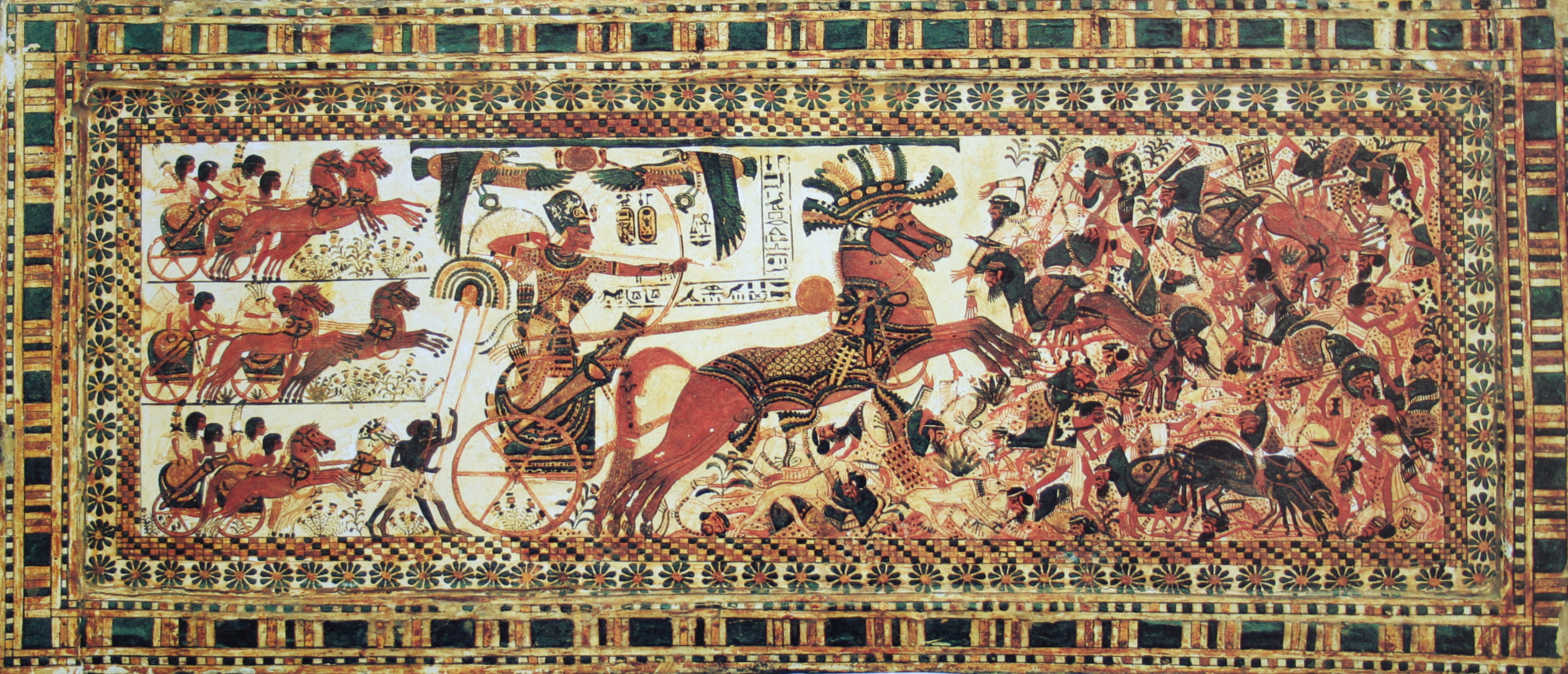
фараон на колісниці

Тутанхамон прийшов до влади у 8-9 років (тронне ім'я — Тутанхатон Хекаиунушема Небхепрура). Він виховувався ще в дусі атонізму — культу бога сонця Атона, введеного в Єгипті Аменхотепом IV, — і спочатку його назвали на честь нового бога країни.
Однак реально правління в країні перейшло до рук двох його вихователів і регентів неповнолітнього фараона — Мейє і Хоремхеба, минулих соратників Ехнатона, які після смерті цього фараона піддали вчення свого покровителя «анафемі» (згадки про нього всіляко знищувались, як раніше Тутмос III знищував згадки про Хатшепсут, саме ім'я Ехнатона стиралося), а самого Ехнатона стали називати не інакше як «Відступник з Ель-Амарни». Мейє був колись верховним сановником (візиром) і одним із апологетів культу Атона, однак при Тутанхамоні він уже був жерцем Амона. Хоремхеб був видатним воєначальником, очевидно, невдоволений тим, що в результаті пацифістської політики Ехнатона від Єгипту відокремилось Східне Середземномор'я.
При Тутанхамоні відбувся не менш різкий, ніж при його попереднику, релігійний та політичний поворот, однак тепер він був ознаменований відродженням традиційної єгипетської культури і поверненням фівського жрецтва до правління країною (але більшість вихідців з військових та середніх верств, які займали високі посади при Ехнатоні, зберегли свій вплив у державних справах — жерці та військові зуміли, нарешті, вжитися при царському дворі).
Ахетатон, столиця Ехнатона, був зруйнований і відданий забуттю, поки не був знайдений у XIX ст. наполеонівськими військами і досліджений.
Столиця номінально була повернена у Фіви, однак реально Мемфіс був тим містом, в якому Тутанхамон провів більшу частину правління. Зважаючи на те, що цар вибрав Мемфіс своєю фактичною столицею в некрополі Саккара були споруджені численні гробниці вельмож, серед яких виділяються усипальниці воєначальника Хоремхеба, скарбника й архітектора Мая, відомі своїм витонченим рельєфним декором. У Фівах добре збереглася гробниця вельможі Хеві, який був у той час царським намісником Нубії. При Тутанхамоні під керівництвом воєначальника Хоремхеба вперше після зруйнування «єгипетської імперії» Тутмосидів були здійснені успішні військові кампанії в Нубію і близькі до Єгипту області Азії.
Окрім багатьох реставраційних робіт у багатьох святилищах, за наказом Тутанхамона було завершено оздоблення процес іонної колонади Аменхотепа ІІІ в Луксорському храмі, збудований невеликий храм Хорона в Гізі; в Нубії — добудований гігантський храмовий комплекс Аменхотепа ІІІ в Солені, споруджений храм Амона в Кава і святилище самого обожествленного Тутанхамона в Фарасі. Заупокійний храм царя, прикрашений чудовими поліхромними пісковиковими колосами, знаходився у Фівах, неподалік від Медінет-Абу; пізніше храм був узурпований наступниками царя — Мейє та Хоремхебом (останній включав Тутанхамона у список єретиків, що підлягали забуттю).
В очах істориків Тутанхамон залишався маловідомим другорядним фараоном до початку XX століття. Щобільше, навіть висловлювалися сумніви щодо реальності його існування. Тому відкриття гробниці Тутанхамона розглядається як найбільша подія за всю історію археології. Але правління Тутанхамона справді не відрізнялось чимось значним, крім відмови від атомізму.

## Обставини загибелі
Тутанхамон — фараон Нового царства, що помер у дуже ранньому віці. На момент смерті йому виповнилось 18 (або 19) років. Така рання смерть фараона довгий час вважалась достатньою підставою для того, щоб вважати її неприродною. З цього слідувало, що Тутанхамон міг бути вбитий за наказом власного регента Ейе, який став фараоном після його смерті. Однак нові дослідження, проведені 2005 р.оку, висунули на перший план припущення про смерть Тутанхамона в результаті травми (відкритий перелом ноги).
8 березня 2005 р. провідний єгипетський єгиптолог Захі Хавасс, що очолював дослідження, оголосив результати обстеження мумії Тутанхамона. За 15 хвилин за допомогою комп'ютерного томографа Siemens SOMATOM® Emotion 6 було отримано понад 1700 тривимірних зображень мумії, які розвіяли більшість усталених припущень стосовно смерті фараона. Слідів черепно-мозкової травми не було знайдено, а тріщина в черепі, очевидно, була результатом дій жерців-парасхитів, котрі обробляли мумію. Також були спростовані результати попередніх рентгенівських досліджень тіла фараона, що приписували йому тяжку ступінь сколіозу. Череп фараона дещо подовжений, що підтверджує його родинний зв'язок з Ехнатоном і суперечить припущенням про наявність в останнього синдрому Марфана.
«Багато дослідників раніше вважали, що причиною смерті Тутанхамона могла стати гангрена, швидко прогресувала після травми ноги, що була спричинена падінням з колісниці або ударом копитом коня, чи жирова емболія, вбивство ударом у голову ззаду, отруєння», — відзначається у звіті про дослідження.
Однак проаналізувавши ДНК 11 мумій, включно з мумією самого Тутанхамона, вчені вивчили ступінь спорідненості між ними, можливі генетичні відхилення та інфекційні хвороби. Результати свідчать про те, що Тутанхамон був інфікований найпростішим Plasmodium falciparum, що спричинює тропічну малярію з високим відсотком смертей.
З'ясувалося також, що у фараона було кілька генетичних відхилень, включаючи хворобу кісток і клишоногість.
Вчені дійшли висновку, що насправді Тутанхамон був зовсім не величним правителем, як його зазвичай зображували, а молодою, але слабкою людиною, яка не могла ходити без палиць через кісткові хвороби й страждала від клишоногості лівої стопи та олігодактілії (неповна кількість пальців) правої.
Унаслідок цього численні захворювання Тутанхамона серйозно послабили його імунну систему. У такому стані він переніс перелом ноги, можливо, який спричинило падіння з коня, а потім заразився на малярію, як вважають дослідники. Однак повної впевненості, що саме від неї він помер, немає.

## Відкриття гробниці
5 листопада 1922 року в Долині Царів знайшли поховання, яке за часом пов'язано з роками часів Ехнатона.

1 — скарбниця, 2-камера із ковчегом, 3-стіна,4 — перша камера,5-друга камера, 6,7,9-печатки, 8 -коридор, 10-сходи

Після 8 років марних пошуків англієць Говард Картер на скелястому похилі, трохи нижче гробниці Рамзеса IV натрапив на якийсь слід. Під фундаментом однієї з хатин робітничих несподівано відкрились перші сходини східців, що вели донизу. Робітники розчистили сходи. Потім на шляху стала кам'яна стіна. На ній було зображено, відому раніше, надгробну печатку, звичайну в царських гробницях: шакал та дев'ять фігур. Печатка виявилася непошкодженою.
Після того, як проломили стіну, перед дослідниками відкрився довгий похилий хід, повний великих каменів. Після того як прохід розчистили, Картер зупинився перед другою стіною. На ній також була печатка, але пошкоджена. Це підштовхнуло вчених на думку, що гробниця один раз відкривалась, але потім її знову запечатали.
За другою стіною відкрилась камера завширшки 8 метрів та глибиною 3 метри 60 сантиметрів. Вона була заповнена численними речами: скринями, ложами, кріслами, вазами, різноманітними речами царського ужитку. Тут було золото, коштовності, кераміка та посуд, виготовлений з алебастру — речі, що не підлягають ніякій матеріальній оцінці.
У камері містився величезний паланкін. Одна його сторона була прикрашена левовою головою, інша — головою бика. Але самого візку від нього не було. Лише частини валялися в кутку: дишло, рама, колеса. Усе було позолочено.
Найкоштовнішим виявився трон. Вся його поверхня була багато оброблена золотом, склом, фаянсом, коштовностями. Ніжки трону були зроблені у формі левових лап, а на спинці були вирізані дві левові голови. Змії у коронах та з крилами утворювали підлокітники трону. Поміж планками спинки з дерева вирізані ще шість змій, що були покриті золотом.

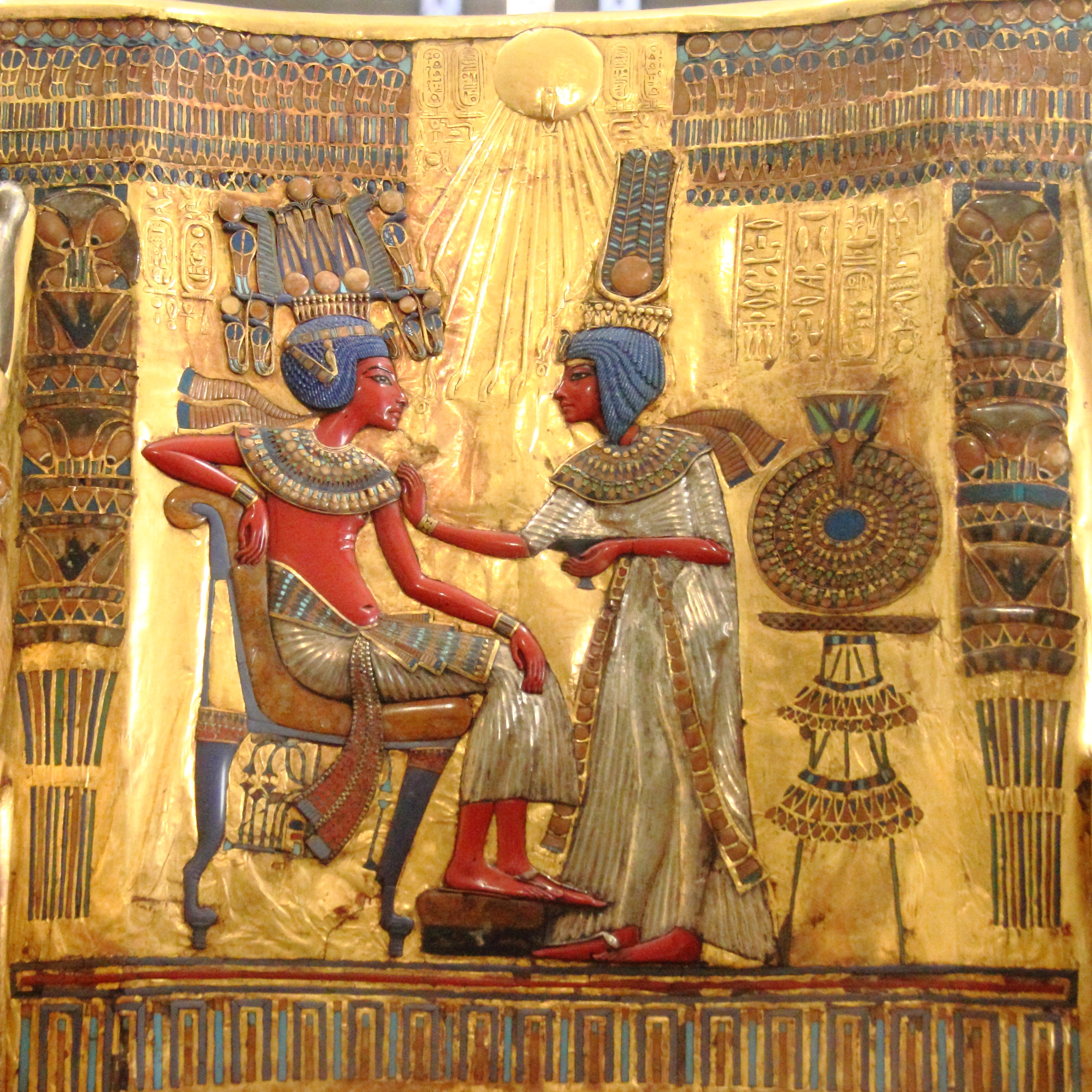
Трон фараона. Ліворуч Тутанхамон, праворуч його дружина Анхесанамон

Друга камера була в половину менша від першої. Її охороняла царська печатка та наповнювала маса предметів. Всюди зустрічалися імена та титули їхнього власника: фараон Тутанхамон.
Більшу частину зими 1922—1923 рр Картер був зайнятий розчисткою обох камер. Лише після цього він зміг продовжити дослідження.
Біля північної стіни стояли дві статуї в натуральну величину. Їхні голови, пояси, браслети, сандалі були позолочені. Це вказувало на те, що вони щось охороняють.
Картер мобілізував суспільство, інформував єгипетську владу, науку, своїх друзів. Археолог потребував порад та допомоги. На нього посипалися лавини телеграм, листів, побажань. Використовуючи свої зв'язки із лордом Карнарвоном, газета «Times» добилась прав для надання їй права першої інформації.

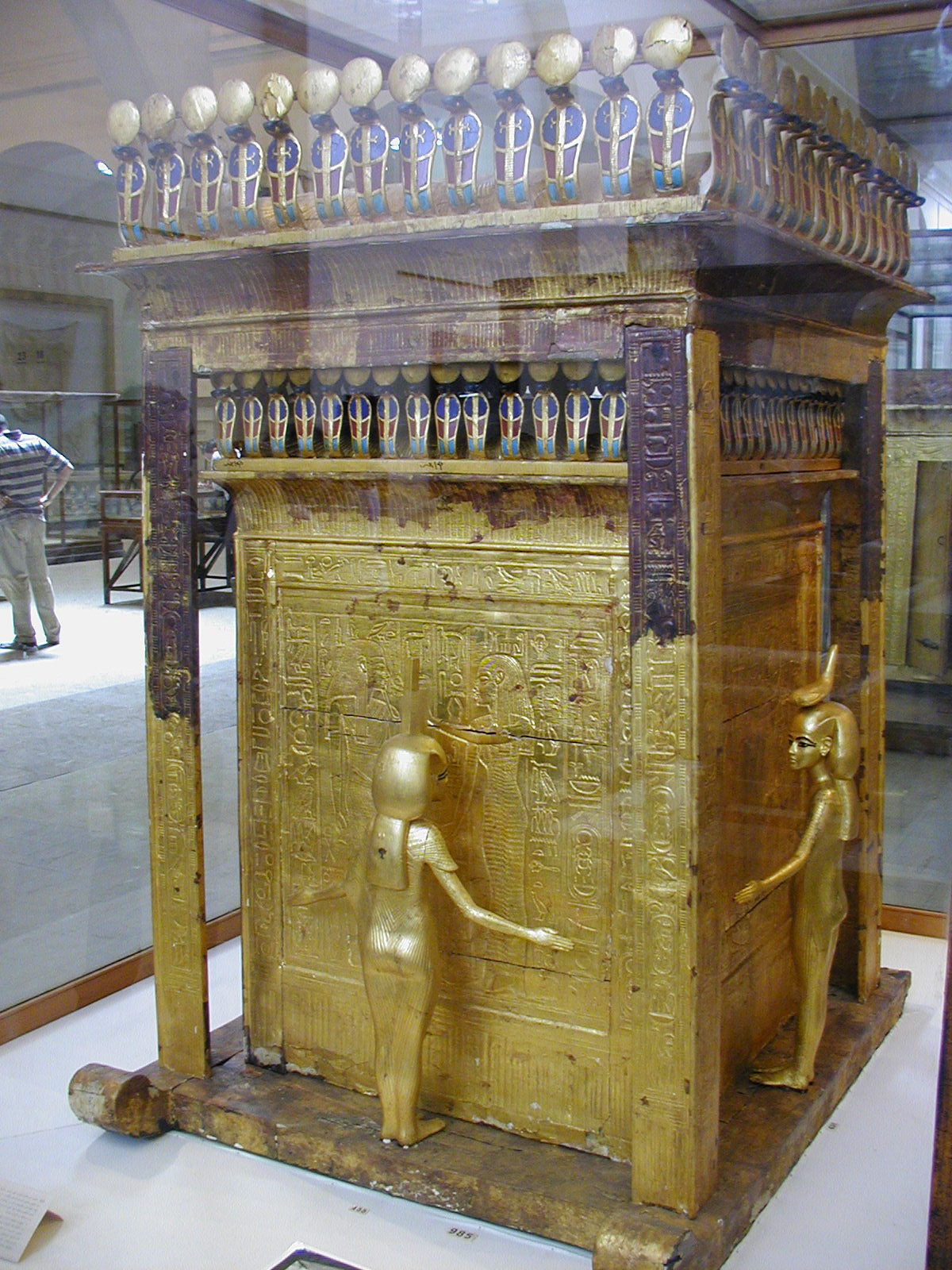
Золота скриня із канопами

У лютому 1923 року Картер, у компанії багатьох людей, із величезною обережністю пробив отвір у стіні. На відстані менше метра знаходилося дещо, що нагадувало стіну з золота.
В міру того як зносили захисну стіну, відкривався гігантський ковчег. За своїми розмірами (5 на 3 метри та висота 2,73 метри) він заповнював майже всю кубатуру усипальниці. Його дах наближувався до стелі. Між стіною та скелею залишався вузький простір, що було покрито зображеннями та написами. Перед ковчегом стояла чудова лампа, з трьома лотосоподібними чашками зі стеблинами та листям лотоса, що була виготовлена з одного шматку алебастру. Картер зрозумів, що в цей ковчег ставився саркофаг із мумією фараона. Але дослідник був розчарований тим, що печатка була порушена.
Коли дослідники відчинили двері першого ковчегу, в ньому опинився другий, схожий з першим, частково покритий полотняним покровом. Потемніле від часу полотно прикрашали золоті зірки. Між ними виблискували золоті квіти, що були прикріплені до тканини за допомогою цих зірок. Від ваги численних золотих прикрас, стародавнє полотно порвалося в багатьох місцях. Як і перший ковчег, другий був позолочений. Його прикрашали чудові рельєфи, що передавали сцени із потойбічного світу. Але печатка другого ковчегу була непорушена. Це була печатка із тронним іменем фараона Тутанхамона — єдина ціла печатка в усій Долині царів. Тоді весь світ дізнався, що за запечатаною стіною, міститься мумія фараона.
Але спочатку треба було витягнути з камери перший ковчег. Позаду усипальниці містилася ще одна кімната — скарбниця. Біля задньої стіни стояв великий золотий ящик, зроблений у формі ковчегу. Біля нього стояли статуї богинь — хранительниць мертвих. Біля входу на постаменті, встановленому на полозках, лежала статуя Анубісу, а за ним на підставці — голова бика. Поруч із ними та вздовж стін скарбниці стояла множина чорних скринь та ковчегів. Усі вони, за винятком одного були закрити та запечатані. У центрі кімнати знаходилася група дивовижних скринь, виготовлених із слонової кістки та дерева, інкрустовані золотом і синім фаянсом. Тут містилися моделі човнів із парусами та повним обладнанням, а з північної сторони — колісниця. Аби розчистити ці кімнати, треба було багато місяців.

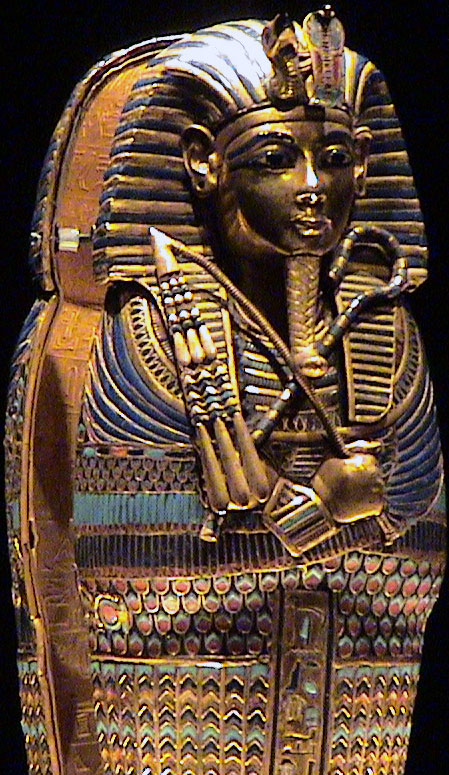
саркофаг фараона

У цей же час 5 квітня 1923 р. в каїрському готелі «Континенталь», під час якоїсь гарячкової хвороби помер лорд Джордж Карнарвон, який фінансував розкопки, однак майже одразу виникли містифікації навколо його смерті (говорилося навіть про «зараження крові внаслідок поранення бритвою» або «таємничого укусу москіта»). Надалі було встановлено, що причиною смерті став гострий інфаркт міокарда. У наступні роки преса підігрівала чутки про «прокляття фараонів», яке нібито призвело до загибелі першовідкривачів гробниці, налічуючи близько 22 «жертв прокляття», 13 з яких були безпосередньо присутні при відкритті гробниці. У їхньому числі згадувались і такі відомі спеціалісти, як американський єгиптолог професор Джеймс Генрі Брестед, автор граматики єгипетської мови сер Алан Хендерсон Гардінер, професор Норман де Гарріс Дейвіс. Однак факти свідчать, що докази «прокляття» були підігнані для досягнення газетної сенсації: абсолютна більшість учасників експедиції Картера досягли похилого віку, а середня тривалість їхнього життя становить 74,4 роки. Так, Дж. Г. Брестеду було вже 70 років, Н. Г. Дейвісу — 71, а А. Гардінеру — 84 роки. Говард Картер, що безпосередньо керував усіма роботами в гробниці, здавалось би, повинен був стати першою жертвою «прокляття фараонів», однак він помер останнім — у 1939 р. у віці 64 років. Одна з популярних теорій, що намагалась проаналізувати загибель учасників експедиції, пов'язує її з грибком або іншим мікроорганізмом, що знаходився в усипальниці, що пояснює, зокрема, той факт, що першим помер астматик лорд Карнарвон.
Коли світ займався «прокляттям фараонів», в усипальниці розбирали на частини зовнішній ковчег. Важкі дубові дошки товщиною 5,5 см, покриті золотом і фаянсом, за багато років висохли, покрови розтягнулися. Між дошками та покриттям виникли пустоти. Була небезпека, що шматок золота або буде вдавлений, або відпаде. Одна зовнішня сторона важила 7 центнерів. Другий ковчег також був великим — заввишки 2 метри та завдовжки 4 метри. Картер зламав непошкоджену печатку та перед ним представ третій ковчег. У просторі між другим і третім ковчегом містилися розкішні скіпетри, булави, луки. Ковчег також позолочений. Прикрашений надписами та зображеннями. Зламавши печатку, перед археологом з'явився четвертий ковчег. Він був ще прекраснішим за попередні, також зроблений з дубових дощок. Але його прикрашали ще більш дивовижні барельєфи, ієрогліфи та зображення богів. По кутах були богині-охоронниці із величезними крилами. Картер відчинив четвертий ковчег. У ньому містився величезний жовтий кварцитовий саркофаг. Він мав 2,75 метри завдовжки та 1,5 метри заввишки, був вирізаний із монолітного блоку. У карниза богиня виставила уперед крила, таким чином захищала мерця від живих. По всіх чотирьох кутах саркофагу стояли також богині. Саркофаг був закритий важкою плитою з рожевого граніту. Вона тріснула посередині. Але перш ніж приступити до саркофагу, треба було витягнути ковчеги.
Видатні вчені, впливові особи зібралися, аби поспостерігати як 12-тонну плиту підіймають догори. Під нею були покрови — тонкі полотняні тканини, що прикривали вміст саркофагу. Під тканиною була золота труна, виготовлена у формі мумії. Мала вона 2,5 м завдовжки, виготовлена з твердого дерева та позолочена. Антропоїдна форма труни передавала образ Осіріса. Голова та руки виготовлені з масивного золота. Чоло прикрашене двома емблемами — шулікою та коброю, виготовленими зі скла та фаянсу. Брова та віки зроблені зі штучного лазуриту, очні яблука — із арагоніту, зіниці — із обсидіану. У руках бог тримає царську емблему, інкрустовану товстим шаром темно-синього фаянсу. На чолі лежить маленький вінок із квітів. На труні було написано «О матір Нут! Нехай твої крила будуть розпростерті наді мною, мов вічні зірки!»
У «золотій залі» — так називали єгиптяни подібного роду усипальниці — Картер відчинив золоту труну фараона. У ній містилася друга золота труна — витвір мистецтва Стародавнього Єгипту. Вона має 2 метри завдовжки, також була виконана із важкого дерева, покрита інкрустаціями та золотом. Форма також антропоїдна. Голова бога прикрашена вінцем фараона. Коли відкрили другу — в ній опинилася третя, цілком складена із чистого золота. Важила 4,5 центнери, завдовжки 1,85 метри. Вона зображувала молодого Тутанхамона в образі Осіріса. Обличчя, шия, руки блищали полірованим золотом. Навколо шиї подвійний ланцюг великого намиста, зробленого з червоного та жовтого золота та синього фаянсу. Тіло й ноги охороняли богині. Весь саркофаг інкрустований напівкоштовним камінням і кольоровим склом. У цій третій труні лежав сам Тутанхамон. Багато вбраний, покоївся він у саркофазі. Сім браслетів, виготовлених із золота та срібла, прикрашали його праву руку, 6 — ліву. Груди царя покривали численні амулети та свячені емблеми. 35 предметів були розташовані 17 групами на 13 шарах полотняних смужок. У бинтах, що обвивали груди та живіт, лежали 2 групи кілець, поруч із правою кистю — п'ять, поруч із лівою — вісім. Мумія майже нагадувала людину. Велика кількість олії була розлита по всіх трунах царя, в золотій труні та навколо мумії. З часом олії почорнішали та стали смолою. Смола склеїла мумію, а також золоту маску. Жирна кислота, що містилася в пахощах викликала обвуглення тіла. Встановлено, що в саркофаг було залито майже два відра бітуму. Мумія фараона й досі знаходиться в Долині Царів, у KV62, більшість речей знаходиться в Каїрському музеї єгиптології.
У 2015 році у гробниці Тутанхамона було виявлено два секретні відділення, які можуть бути таємними кімнатами. Вчені припускають, що в одній з них лежить цариця Нефертіті.

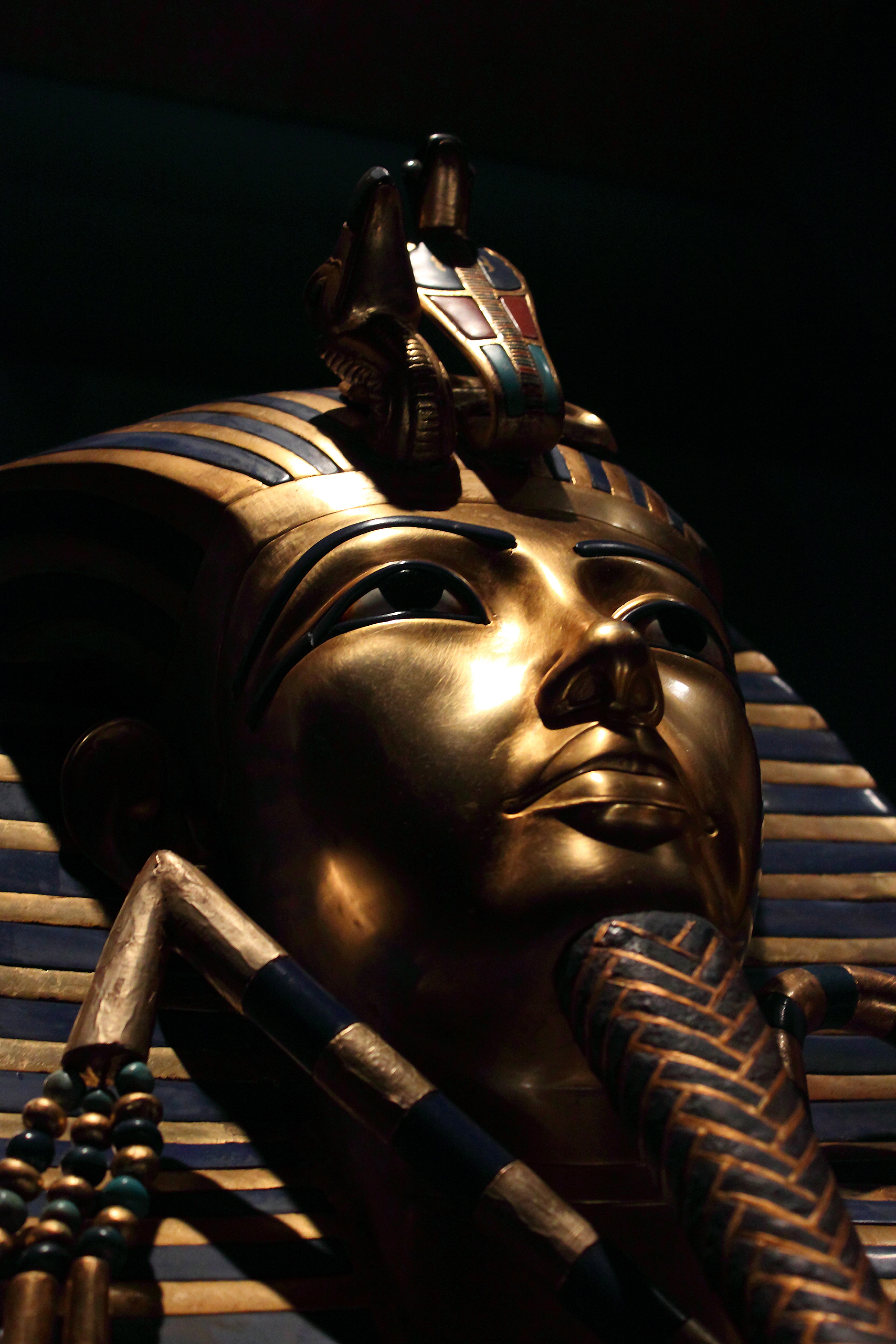
Внутрішній саркофаг
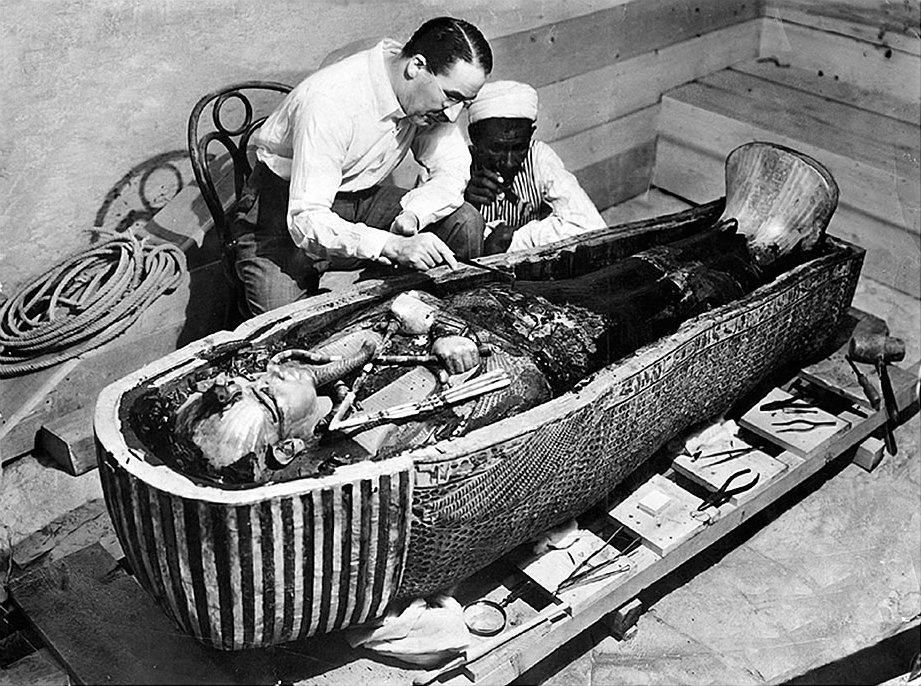
Картер досліджує другий саркофаг
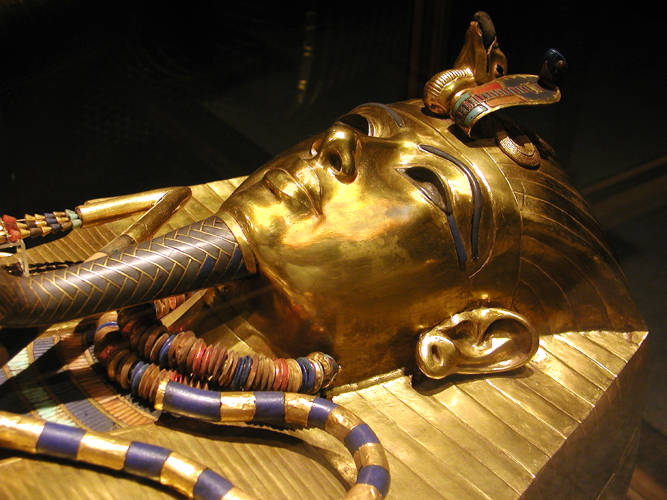
Другий саркофаг
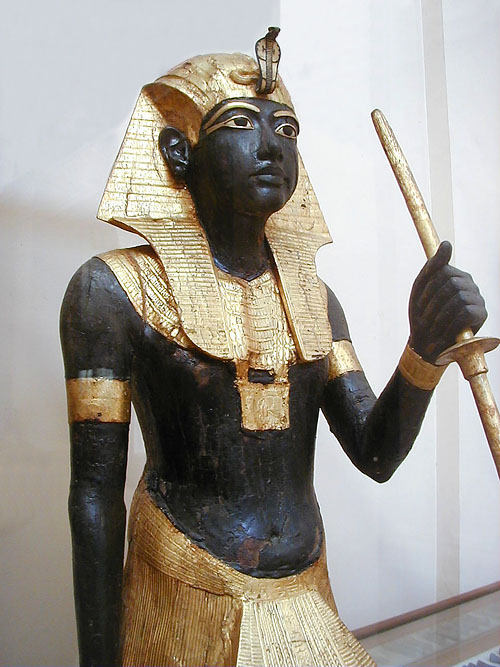
Позолочена статуя, що охороняла вхід до усипальниці
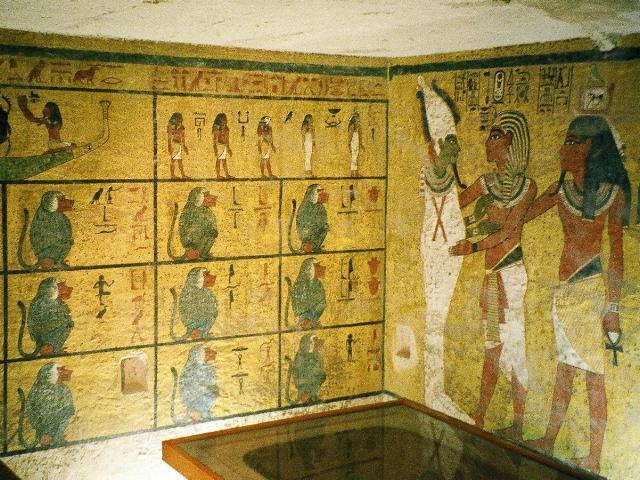
Розпис на стіні усипальниці
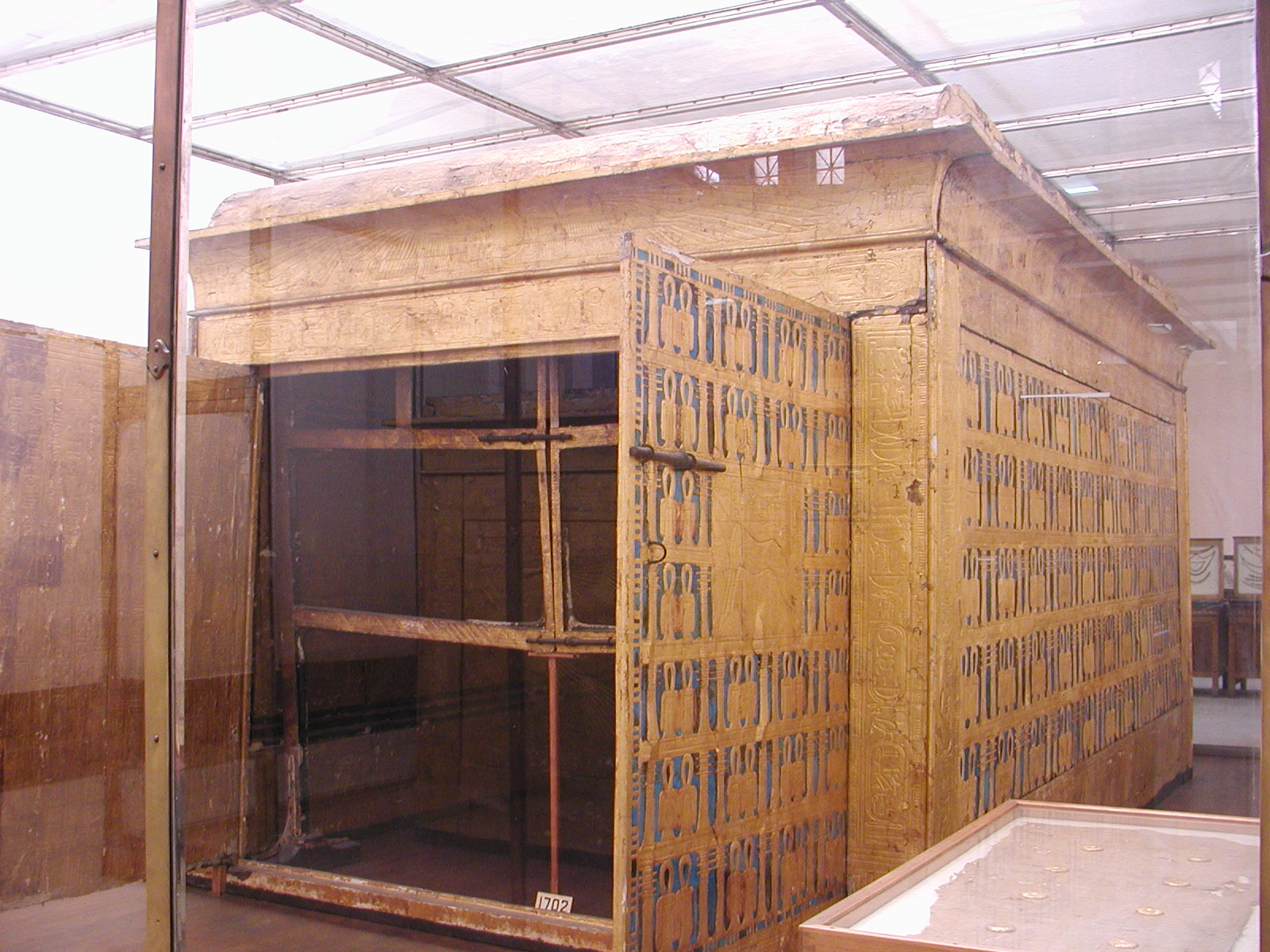
Один з чотирьох ковчегів. Єгипетський музей. Каїр
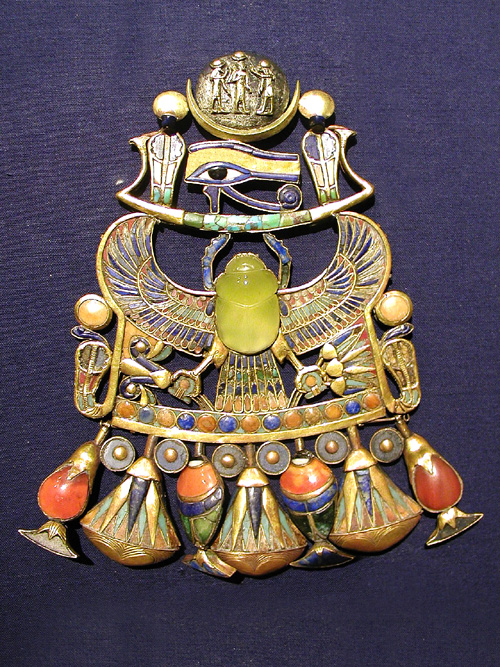
Один з амулетів, що містився на тілі мумії